# Gamba
Gamba (chữ Tạng: གམ་པ་རྫོང་; Wylie: gam pa rdzong; ZWPY: Gamba Zong; tiếng Trung: 岗巴县; bính âm: Gǎngbā Xiàn, Hán Việt: Cương Ba huyện) là một huyện của địa khu Xigazê (Nhật Khách Tắc), khu tự trị Tây Tạng, Trung Quốc.

### Trấn
- Cương Ba (岗巴镇)

### Hương
- Xương Long (昌龙乡)
- Trực Khắc (直克乡)
- Khổng Mã (孔玛乡)
- Long Trung (龙中乡)